# Сен-Дізьє (округ)
Округ Сен-Дізьє (фр. Arrondissement de Saint-Dizier) — округ у Франції, в департаменті Верхня Марна. 2023 року округ об'єднував 111 муніципалітетів, населення становило 66 756 осіб.
Адміністративний центр (супрефектура) — Сен-Дізьє.

## Муніципалітети
Список муніципалітетів округу та їхні коди INSEE:
1. Алліньїкур (52235)
2. Аллішам (52006)
3. Амбонвіль (52007)
4. Аннонвіль (52012)
5. Арнанкур (52019)
6. Аттанкур (52021)
7. Баї-о-Форж (52034)
8. Беар-сюр-Марн (52265)
9. Бервіль (52047)
10. Беттанкур-ла-Ферре (52045)
11. Блекур (52055)
12. Блюмре (52057)
13. Бодрекур (52039)
14. Браше (52066)
15. Бруссеваль (52079)
16. Бузанкур (52065)
17. Валькур (52500)
18. Вальре (52502)
19. Вассі (52550)
20. Веквіль (52512)
21. Віль-ан-Блезуа (52528)
22. Вільє-ан-Льє (52534)
23. Во-сюр-Блез (52510)
24. Во-сюр-Сент-Юрбен (52511)
25. Вуальконт (52543)
26. Гіндрекур-оз-Орм (52231)
27. Гюдмон-Вільє (52230)
28. Домблен (52169)
29. Доммартен-ле-Фран (52171)
30. Доммартен-ле-Сен-Пер (52172)
31. Домремі-Ландевіль (52173)
32. Донже (52175)
33. Дулеван-ле-Шато (52178)
34. Дулеван-ле-Петі (52179)
35. Дуленкур-Сокур (52177)
36. Екларон-Брокур-Сент-Лів'єр (52182)
37. Ембекур (52244)
38. Енгуленкур (52004)
39. Епізон (52187)
40. Ервіль-Б'янвіль (52194)
41. Еффенкур (52184)
42. Ешене (52181)
43. Жерме (52218)
44. Жермізе (52219)
45. Жійоме (52222)
46. Жуенвіль (52250)
47. Курсель-сюр-Блез (52149)
48. Кюрель (52156)
49. Ла-Порт-дю-Дер (52331)
50. Ланевіль-а-Ремі (52266)
51. Ланевіль-о-Пон (52267)
52. Лезевіль (52288)
53. Лешер-сюр-ле-Блезерон (52284)
54. Лувмон (52294)
55. Маньє (52300)
56. Матон (52316)
57. Мезьєр (52302)
58. Мертрю (52321)
59. Моелен (52327)
60. Монтрей-сюр-Блез (52336)
61. Монтрей-сюр-Тоннанс (52337)
62. Моранкур (52341)
63. Мюссе-сюр-Марн (52346)
64. Нарсі (52347)
65. Номекур (52356)
66. Нонкур-сюр-ле-Ронжан (52357)
67. Нюллі (52359)
68. Он-ле-Валь (52370)
69. Отіньї-ле-Гран (52029)
70. Отіньї-ле-Петі (52030)
71. Пансе (52376)
72. Паруа-сюр-Со (52378)
73. Перт (52386)
74. Планрю (52391)
75. Пуассон (52398)
76. Рашкур-Сюземон (52413)
77. Рашкур-сюр-Марн (52414)
78. Рив-Дервуаз (52411)
79. Рош-Беттенкур (52044)
80. Рош-сюр-Марн (52429)
81. Рувруа-сюр-Марн (52440)
82. Руекур (52436)
83. Рюпт (52442)
84. Саї (52443)
85. Сен-Дізьє (52448)
86. Сент-Юрбен-Маконкур (52456)
87. Серизьєр (52091)
88. Сеффон (52088)
89. Сіре-сюр-Блез (52129)
90. Сірфонтен-ан-Орнуа (52131)
91. Содрон (52463)
92. Сомманкур (52475)
93. Соммвуар (52479)
94. Сюзаннкур (52484)
95. Тіє (52487)
96. Тоннанс-ле-Мулен (52491)
97. Тоннанс-ле-Жуенвіль (52490)
98. Тремії (52495)
99. Труафонтен-ла-Віль (52497)
100. Фе (52198)
101. Феррієр-е-Лафолі (52199)
102. Фламмрекур (52201)
103. Фонтен-сюр-Марн (52203)
104. Фрампа (52206)
105. Фронвіль (52212)
106. Шамує (52099)
107. Шансене (52104)
108. Шарм-ан-л'Англь (52109)
109. Шарм-ла-Гранд (52110)
110. Шатонрю-Соммермон (52118)
111. Шевійон (52123)